# 江那镇
江那镇，是中华人民共和国云南省文山壮族苗族自治州砚山县下辖的一个乡镇级行政单位。

## 行政区划
江那镇下辖以下地区：
锦山社区、嘉禾社区、书院社区、秀源社区、子马村、郊址村、羊街村、路德村、舍木那村、铳卡村、听湖村和芦柴冲村。